# Bramble Cay
Bramble Cay är en ö i Australien. Den ligger i delstaten Queensland, omkring 2 300 kilometer nordväst om delstatshuvudstaden Brisbane.
Ön är uppkallad efter fartyget HMS Bramble. På ön lever eller levde gnagaren Melomys rubicola.